# Nicolás Vaccaro
Nicolás Vaccaro ( Barrio de San Cristóbal, Buenos Aires, Argentina, 13 de agosto de 1899) – ídem 13 de mayo de 1975 ), fue un músico y compositor entre cuyas obras se destaca el tango Barajando realizado en 1923 y estrenado en 1928.

## Actividad profesional
Comenzó profesionalmente en 1914 integrando desde el piano un cuarteto con el bandoneonista  Antonio Guzmán (Gutman), conocido por el Ruso Antonio o el Ruso de la Galera, el violinista Rafael Tuegols y el flautista Luis Aulichini. Con este cuarteto actuaron en café Don Francisco, de la avenida San Juan entre Boedo y Maza, luego en el “Benigno” de La Rioja casi esquina Caseros y en el “Don Pepe” de la Avenida Independencia y Pasco.
Al año siguiente llegó al Centro cuando tocó con Graciano De Leone en el Café Domínguez, un reducto tradicional del tango que estaba en el predio que hoy ocupa el Teatro General San Martín. Por la misma época actuó fugazmente en el cabaré Montmartre con Eduardo Arolas y, finalmente, reemplazando a Roberto Firpo que había viajado a Montevideo, trabajó con De Leone en el Armenonville, otro famoso lugar de tango en el cual por aquellos días actuaba la cancionista y bailarina Pepita Avellaneda.
Cumplido su servicio militar obligatorio trabajó en Córdoba, donde conoció a Ciriaco Ortiz y regresó a Buenos Aires.
En 1921 integró la Orquesta Royal, de la que participaban, entre otros, David Barberis, Juan Carlos Bazán, Juan Bautista D’Ambrosio, Emilio De Caro, Antonio Gagliano y Alejandro Michetti con la que hizo una gira por el exterior. Estuvo en Perú, donde hubo grandes fiestas al inaugurarse en Lima el monumento al general San Martín, Ecuador, Venezuela y México. De este último país debió irse debido a la agitación político-militar y regresó a Argentina previa escala en Perú.  
Por 1924 integró la orquesta típica de Juan D'Arienzo y  en 1928 viajó a Europa para unirse al conjunto de Osvaldo Fresedo en reemplazo de José María Rizzuti en actuaciones en Francia y Bélgica.
De regreso en Buenos Aires formó en 1935 su propia orquesta, con la que actuó en los locales del Tabarís, Les Ambassadeurs, Casino Pigall, Maipú Pigall y Casanova. Por su orquesta pasaron Astor Piazzolla, Julio Ahumada, Eduardo Del Piano, Tití Rossi y Antonio Ríos. Dice Barcia que esa orquesta “constituyó una de las grandes alineaciones que respondieron a su batuta y de la que puede decirse que no desentonaría hoy (se refiere a la década de 1970) ni por su ritmo ni por el juego instrumental, ordenados de acuerdo con el sentido moderno que fue en su momento una verdadera avanzada.”
Vaccaro, que era primo hermano del actor Enrique De Rosas, dejó su actividad en 1941 pero  al tiempo participó en el programa Oro viejo, en la cual por las radios El Mundo, Belgrano  y Splendid junto al autor y charlista Ismael Aguilar rememoraba cosas del tiempo pasado.

## Labor como compositor
Escribió numerosos tangos, valses y milongas. Su primera composición fue el tango Saguaypé, de 1916, entre las muchas que siguieron se pueden citar a Funyi claro, Púa brava, Vida rea, En la vía, pieza de la que hizo una creación Rosita Quiroga y Barajando, la única obra de Vaccaro grabado por Carlos Gardel. 

## El tangoBarajando
Es su tango más difundido; narra en primera persona la historia de un hombre que asumiendo una apariencia de honesto e ingenuo, vive aprovechándose de otros mediante ardides que incluyen trampear jugando a las cartas, hasta que se enamora de una mujer, que lo termina engañando en complicidad con un oficial de policía y se escapa con lo acumulado. Los versos redactados en primera persona abundan en lunfardismos, especialmente los atinentes al juego, así como en paralelismos entre la vida y los naipes.
Además de Gardel lo grabaron, entre otros, Edmundo Rivero y la orquesta de Juan D´Arienzo con la voz del rosarino Alberto Echagüe.

## Obras registradas en SADAIC
- Balurdo (en colaboración con Orestes Cúfaro y Andrés Gregorio Chinarro)
- Barajando (en colaboración con Eduardo Escaris Méndez) (1948)
- Bolita (en colaboración con José Rafael Valotta)
- Che Casimiro
- Clorofila (en colaboración con Héctor José Pardo)
- Cuatro ladrillos (en colaboración con Ernesto Cardenal) (1965)
- En la vía (en colaboración con Eduardo Escaris Méndez)  (1932)
- Es inútil continuar (en colaboración con Horacio Basterra) (1940)
- Funyi claro (en colaboración con Eduardo Escaris Méndez) (1937)
- Goteras (en colaboración con Juan BernabéJuncos)
- No tienes corazón (en colaboración con Santiago Adamini y Nicolás Alberto Tavarozzi) (1946)
- Noche de tangos (en colaboración con Horacio Basterra) (1942)
- Pica Pica (en colaboración con José Rafael Valotta)
- Púa brava
- Sección Resguardo (en colaboración con Orestes Cúfaro)
- Siempre contigo (en colaboración con Sara Vía)
- La tirana ( en colaboración con Ismael Ricardo)
- Tito Lusiardo ( en colaboración con Orestes Cúfaro)
- Triste revelación (en colaboración con Conrado D’Aiello) (1944)
- Una milonga cualquiera (en colaboración con Asencio Eugenio Rodríguez) (1944)
- Vida rea (en colaboración con Asencio Eugenio Rodríguez) (1939)

Falleció en Buenos Aires el 13 de mayo de 1975.